# Gaèlic escocès del Canadà
El gaèlic escocès del Canadà (en gaèlic escocès: Gàidhlig Chanada, A' Ghàidhlig Chanèideanach, Gàidhlig Cheap Bhreatainn), també anomenat gaèlic canadenc, o gaèlic del Cap Bretó, i localment conegut com a gaèlic o el gaèlic, es refereix als dialectes del gaèlic escocès que s'han parlat d'una forma continuada durant més de dos-cents anys a l'illa Cap Bretó (Nova Escòcia) i en enclavaments de la resta del territori de Nova Escòcia, al Canadà. La llengua també es parla, amb importants lligams històrics, al comtat de Glengarry, en l'actual Ontario (on molta població escocesa de les Terres altes d'Escòcia es va assentar a partir del segle xviii) i, en menor grau, a les províncies de l'Illa del Príncep Eduard, Nova Brunswick, i per immigrants gaèlics que viuen en grans ciutats canadenques, com Toronto. En el seu apogeu en la meitat del segle xix, el gaèlic escocès, considerat juntament amb el gaèlic irlandès, era la tercera llengua més parlada al Canadà, després de l'anglès i el francès. L'ús d'aquesta llengua, però, ha disminuït bruscament des d'aquest temps, i avui dia està pràcticament extint. No obstant això, recentment s'han dut a terme molts esforços per tal de revitalitzar la llengua.

## Història

### Primers parlants
El 1621, el rei Jaume VI d'Escòcia va permetre al corsari William Alexander (el Jove) d'establir la primera colònia escocesa més enllà del regne d'Escòcia. Un grup de població de les Terres altes d'Escòcia, o highlanders, parlants del gaèlic escocès, es van assentar en el territori que avui es coneix com a Port Royal, a la costa oest de Nova Escòcia. Passat un any, la colònia va fracassar, i alguns intents posteriors per tornar-la a desenvolupar es van veure cancel·lats quan el 1631 el Tractat de Saint-Germain-en-Laye va retornar Nova Escòcia al control francès.
Quasi mig segle després, el 1670, es van concedir els drets exclusius del comerç a la Companyia de la Badia de Hudson a totes les terres de Nord-amèrica que desembocaven a la Badia de Hudson (uns 3.9 milions de km²). Diversos comerciants provenien de les Illes Orcades i de les Terres Altes, els darrers dels quals van portar el gaèlic a terres interiors. Els que es van casar amb nadius de Primeres Nacions van transmetre la seva llengua, amb l'efecte consegüent que cap a la meitat del segle xviii hi havia una població considerable de comerciants Métis amb escocesos i ancestres indígenes, i una preponderància del gaèlic parlat.

### Assentament
El Cap Bretó va continuar sent propietat del Regne de França fins al 1758 (encara que la terra ferma de Nova Escòcia ja pertanyia a Gran Bretanya des del 1713), quan la Fortalesa de Louisbourg va caure i va ser presa pels anglesos, seguida de la resta de territoris de Nova França en la batalla de les Planes d'Abraham. Com a resultat del conflicte els regiments de highlanders que havien lluitat pel Regne de la Gran Bretanya van obtenir una reputació per la tenacitat i la destresa en el combat. A la vegada, el mateix territori es va guanyar la reputació entre els highlanders per la seva mida, la seva bellesa i la seva riquesa en recursos naturals.
La població escocesa recordaria el Canadà quan el 1762 la primera Fuadaich nan Gàidheal (Expulsió de les Terres Altes o Scottish Highland Clearances) va expulsar moltes famílies gaèliques de les terres dels seus avantpassats. El primer vaixell carregat de colons provinents de les Illes Hèbrides va arribar a l'Illa de Saint-John (Illa del Príncep Eduard) el 1770, seguit d'altres vaixells arribats el 1772 i el 1774. El 1773 un vaixell anomenat "L'Hèctor" va desembarcar a Pictou, Nova Escòcia, amb 169 colons la majoria dels quals originaris de l'Illa de Skye. El 1784 l'última barrera per a l'assentament escocès (una llei que restringia la propietat de la terra a l'Illa del Cap Bretó) es va revocar, i de seguida tant l'Illa del Príncep Eduard com Nova Escòcia van esdevenir de predomini lingüístic de gaèlic escocès. S'estima que més de 50.000 colons escocesos van emigrar a Nova Escòcia i l'Illa del Cap Bretó entre 1815 i 1870.
Amb la fi de la Guerra d'Independència dels Estats Units, nous immigrants arribats d'Escòcia es van reunir ràpidament als emigrants lleialistes (loyalists) que fugien de la persecució dels partisans americans (American patriots). Aquests colons van arribar en massa a les terres cultivables de la Nord-amèrica britànica, a assentaments del comtat de Glengarry, en l'actual Ontario, i als Cantons de l'Est (Cantons-de-l'Est) del Quebec.

### Colònia de Red River
El 1812, Thomas Douglas, 5è comte de Selkirk, va obtenir 300.000 km² per construir una colònia a la bifurcació del riu Red, en un territori que posteriorment seria Manitoba (Canadà). Amb l'ajuda del seu empleat i amic, Archibald McDonald, Selkirk hi va enviar més de 70 colons escocesos, molts dels quals només parlaven gaèlic, i els va fer construir una colònia de cria d'animals. La colònia aviat va atraure grups locals del Primeres Nacions, donant com a resultat una interacció comercial i de tradicions sense precedents entre habitants de les Terres Baixes i les Terres altes d'Escòcia, població de les illes Orcades, colons anglesos i francesos, nadius cree, anishinaabemowin i saulteaux, i métis.
A la dècada de 1840, el sacerdot anglicà Dr. John Black, de Toronto, va ser enviat a la colònia per predicar, però "la seva manca de gaèlic va ser al principi una decepció d'extrema gravetat" cap als feligresos. Amb el procés continu d'immigració, la població de colons escocesos va augmentar a més de 300, però cap als anys 1860 els Métis d'ascendència francesa els van superar en nombre, i les tensions entre els dos grups seria un factor important en la consegüent Rebel·lió de Red River.
L'associació continuada entre els colons Selkirk i els grups de Primeres Nacions del voltant va evolucionar cap a un contacte lingüístic únic. Utilitzat primerament pels comerciants Métis d'ascendència anglesa i escocesa, el crioll bungi o "dialecte Red River" era una barreja de gaèlic escocès i anglès amb moltes paraules prestades de les llengües nadiues locals (sobretot, cree i ojibwa). Es desconeix, però, si aquest dialecte era un pidgin utilitzat pels comerciants o una llengua mixta totalment desenvolupada. Avui dia, els Métis escocesos han estat absorbits en gran manera per la cultura predominant dels Métis d'ascendència francesa, i el crioll bungi s'ha extingit.

### Elseglexix

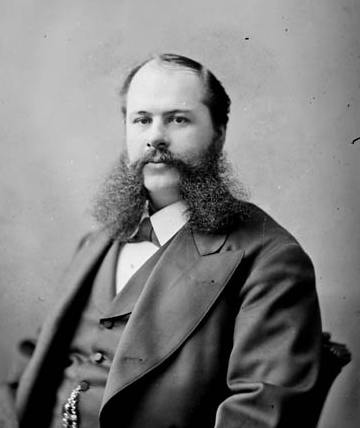
Thomas Robert McInnes (1840-1904)

Cap al 1850, el gaèlic era la tercera llengua materna més comuna en la Nord-amèrica Britànica, després de l'anglès i el francès, i es creu que en aquell temps es va arribar a parlar per més de 200.000 britànics nord-americans. Una gran quantitat de població que parlava gaèlic irlandès va emigrar cap a comunitats de gaèlic escocès i cap a les colònies irlandeses de Terranova. A l'Illa del Príncep Eduard i al Cap Bretó hi havia grans àrees de monolingüisme en gaèlic escocès, i algunes comunitats de parlants d'aquesta llengua es van establir al nord-est de Nova Escòcia (al voltant de Pictou i Antigonish); als comtats de Glengarry, Stormont i Grey, a Ontario; a Codroy Valley, a Terranova; a Winnipeg, Manitoba; i a l'est del Quebec.
En el temps de la Confederació canadenca, el 1867, la llengua materna més comuna entre els Pares de la Confederació era el gaèlic escocès. El 1890, Thomas Robert McInnes, un senador independent de la Colúmbia Britànica (nascut a Lake Ainslie, Illa del Cap Bretó) va presentar un projecte de llei titulat "A acta per proveir l'ús del gaèlic en procediments oficials". Va citar els deu senadors escocesos i els vuit senadors irlandesos que parlaven gaèlic, i 32 membres de la Cambra dels Comuns que parlaven tant gaèlic escocès com gaèlic irlandès. El projecte de llei es va rebutjar 42-7. Tot i la indiferència generalitzada per part del govern en els assumptes del gaèlic, hi ha documents que demostren que pel cap baix es va dur a terme un judici criminal completament en gaèlic, cap a 1880 i 1900, a Baddeck, i presidit pel Cap de Justícia Seumas Mac Dhòmhnaill.

## Característiques lingüístiques

### Fonètica i fonologia
La fonologia d'alguns dialectes del gaèlic canadenc ha divergit en moltes formes diferents respecte a l'estàndard del gaèlic escocès parlat a Escòcia, mentre que en altres dialectes la fonologia s'ha mantingut igual. Tot i que hi ha mots únics en el gaèlic canadenc, la recerca lingüística per saber el seu nombre total és insuficient. D'altra banda, cal destacar que la llengua també ha produït efectes considerables en l'anglès del Cap Breton.

#### Exemples de canvis fonològics[16]
- /ɫ/ → [w]

És el tret lingüístic més comú en el gaèlic canadenc, on el so lateral aproximant alveolar sonor velaritzat /ɫ/ es pronuncia com el so aproximant bilabial sonor [w]. Aquesta forma també es troba a l'oest d'Escòcia, on s'anomena glug Eigeach (“clac d'Eigg”), pel seu ús quotidià entre els parlants de l'illa d'Eigg (Hèbrides interiors).
- /n̪ˠ/ → [m]

Quan el so /n̪ˠ/ es troba després d'una vocal arrodonida, els parlants tendeixen a pronunciar-lo [m].
- /n̪ˠ/ → [w]

Quan el so /n̪ˠ/ es troba al final d'una paraula acabada en –annan, la seqüència -nn- es pronuncia [w].
- /r/ → [ʃ]

Aquest canvi fonològic s'observa freqüentment en diversos dialectes d'Escòcia en què el so /r/ es realitza [ʃ] després de consonants específiques. Tanmateix, aquestes condicions no es troben necessàriament en gaèlic canadenc, on el so /r/ es pronuncia [ʃ] sense importar els sons que l'envoltin.

## Situació sociolingüística

### Art i cultura

Distribució per les Províncies marítimes del Canadà c.1850.

A.W.R. MacKenzie va fundar el Gaelic College of Celtic Arts and Crafts a St. Ann's el 1938. La St. Francis Xavier University, a Antingonish, que disposa d'un departament d'estudis cèltics amb membres de facultat parlants de gaèlic, és l'únic departament universitari fora d'Escòcia que ofereix una titulació de quatre anys de gaèlic escocès. L'Atlantic Gaelic Academy, a Nova Escòcia, també ofereix un programa de quatre anys. Eòin Baoideach, d'Antigonish, va publicar cap al 1851 la revista mensual en gaèlic escocès An Cuairtear Òg Gaelach ("El turista gaèlic"). El diari de tirada més llarga a nivell mundial en aquesta llengua, el Mac Talla, el va imprimir Eòin G. MacFhionghain durant onze anys, entre 1892 i 1904, a Sydney (Nova Escòcia). Eòin i Seòras MacShuail, que se suposaven els únics parlants de color de llengües goidèliques al Canadà, van néixer al Cap Bretó i en la seva edat adulta van ser amics de Rudyard Kipling, qui el 1896 va escriure, inspirant-se en aquests dos germans, Captains Courageous, una novel·la que tracta d'un cuiner parlant de gaèlic canadenc d'origen africà i originari del Cap Bretó.
Molts artistes anglòfons del patrimoni gaèlic canadenc han plasmat aquesta llengua en les seves obres, entre els quals calen destacar Alistair MacLeod (No Great Mischief), Ann-Marie MacDonald (Fall on Your Knees), i D.R. MacDonald (Cape Breton Road). La cantant en gaèlic Mary Jane Lamond ha tret molts àlbums de música en aquesta llengua, incloent l'èxit de 1997 Hòro Ghoid thu Nighean. El violí de l'illa del Cap Bretó és una tradició única dels estils gaèlic i acadi (de les colònies franceses de les Províncies Marítimes del Canadà), coneguda arreu del món. D'altra banda, en el món de la cinematografia, la primera pel·lícula en gaèlic escocès rodada a Nord-amèrica, Faire Chaluim MhicLeòid ("El despertar de Calum MacLeod"), és un curt de sis minuts rodats íntegrament al Cap Bretó.

### Raons de la decadència
Tot i la llarga història del gaèlic al Canadà, la població fluent en la llengua va començar a declinar després del 1850. Aquesta caiguda es va produir com a resultat de prejudicis (tant des de fora com des de dins de la comunitat gaèlicoparlant), dissuasió agressiva a l'escola i per part del govern, i el prestigi creixent de l'anglès.
El gaèlic es veia enfrontat a prejudicis generalitzats a la Gran Bretanya durant generacions, i aquests sentiments arribaven fàcilment a la Nord-amèrica britànica. El 1868, l'Scottish-American Journal informava burdament que "[…] els principals elements indispensables per adquirir el gaèlic són: empassar-se un assortiment complet de ralladors de nous, agafar una bronquitis crònica, tenir un forat del nas hermèticament tancat i sotmetre's a una dislocació de la mandíbula".
El fet que el gaèlic no hagués rebut l'oficialitat en la seva terra d'origen va fer més fàcil per als legisladors canadencs d'ignorar els assumptes dels parlants domèstics d'aquesta llengua, els quals es qüestionaven per què “s'haurien de demanar privilegis per als escocesos de les Terres Altes en [el Parlament canadenc] quan no se'n demanen en el seu propi país?”. Els polítics que parlaven la llengua tenien opinions que avui es considerarien mal informades; a Lunenburg, el senador Henry A. N. Kaulbach, responent al projecte de llei per al gaèlic de Thomas Robert McInnes, va descriure la llengua com una “que només servia per a la poesia i els contes de fades”. La creença que algunes llengües tenen forces i febleses inherents era típica en el segle xix, però actualment s'ha refutat per la lingüística moderna.
Cap al 1880, Am Bàrd Mac Dhiarmaid, del comtat d'Inverness (o “North Shore), a l'Illa del Cap Bretó, va escriure An Té a Chaill a' Ghàidhlig ("La dona que va perdre el seu gaèlic"), una cançó humorística que narra el fenomen creixent de gaèlics (Gaelach) rebutjant la seva llengua materna.
| Chuir mi fàilte oirr' gu càirdeil: "Dé mar a tha thu, seann leannan?" Gun do shìn mi mo làmh dhi, 's thug mi dha dhe na crathadh. ... Fhreagair ise gu nàimhdeil: "You're a Scotchman I reckon. I don't know your Gaelic, Perhaps you are from Cape Breton." |  | La vaig rebre amb afecte: "Com estàs vella núvia?" (Li) vaig estendre la mà, però ho va ignorar. ... Ella va respondre amb arrogància: “Ets un escocès, m'imagino. No conec el teu gaèlic, potser ets del Cap Bretó”." |

Amb l'esclat de la Segona Guerra Mundial, el govern del Canadà va intentar impedir l'ús del gaèlic en els sistemes de telecomunicacions públiques, ja que el govern creia que el gaèlic era utilitzat per subversius afiliats amb Irlanda, un país neutral que es creia ser tolerant amb els nazis. A l'Illa del Príncep Eduard i al Cap Bretó, on la llengua era més forta, es va, dur a terme procediments per tal de desencoratjar la seva utilització, i evitar-la consegüentment, per mitjà del maltractament físic: Hom colpejava els nens amb el maide-crochaidh (“bastó del mestre”) en trobar-los parlant en gaèlic.
D'altra banda, les oportunitats de treball pels parlants monolingües de la llengua eren molt poques i restringides a les comunitats cada vegada més escasses de parlants nadius, induint-los a les mines o en el món de la pesca. Molts d'ells, doncs, van veure en la fluïdesa en l'anglès la clau de l'èxit, i per primer cop en la història del Canadà, els pares parlants de gaèlic ensenyaven els seus fills a parlar l'anglès en massa. La interrupció sobtada de la transmissió generacional, provocada per la vergonya i els prejudicis, va ser la causa immediata del declivi dràstic de la fluïdesa en aquest idioma en el segle xx.
Finalment, la població va caure d'un cim de 200.000 parlants el 1850, a 80.000 el 1900, a 30.000 el 1930, i a 500-1.000 actualment. Ja no hi ha hagut comunitats senceres de parlants de gaèlic canadenc, tot i que encara és relativament comú trobar restes de la llengua i bosses de parlants al Cap Bretó, i especialment en baluards tradicionals de la llengua, com l'Illa Christmas, el comtat d'Inverness (North Shore) i Baddeck.

### Desenvolupament de la llengua

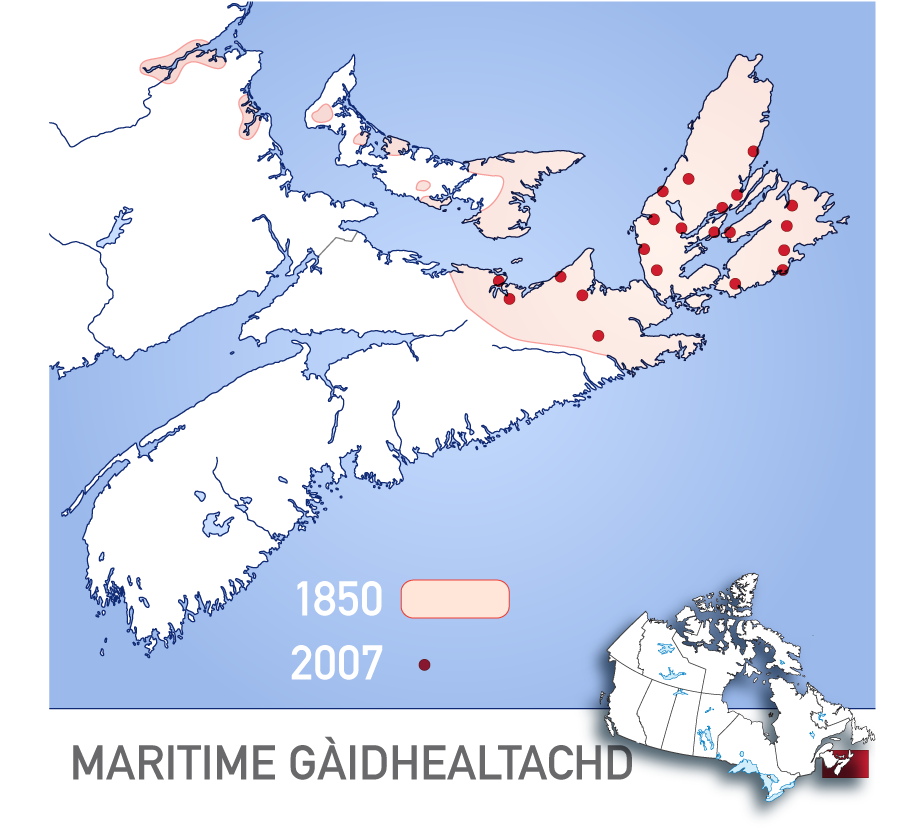
Gàidhealtachd del Canadà

L'últim parlant amb fluïdesa del gaèlic escocès a Ontario, descendent dels colons del comtat de Glengarry, va morir el 2001. L'estadística citada freqüentment que "el gaèlic escocès es parla per més població al Cap Bretó que a Escòcia" és falsa. Com indica l'estimació oficial del Regne Unit del 2001, estima una població de 58.652 parlants de gaèlic a Escòcia; una dada possiblement cinquanta vegades més gran que l'estadística canadenca més optimista. Tot i això, en els darrers vint anys l'interès per la llengua s'ha incrementat considerablement, al mateix nivell que a l'altre costat de l'Atlàntic. Encara que no es trobi al nivell de la revitalització d'Escòcia (per exemple, encara no hi ha escoles d'immersió lingüística en gaèlic al Canadà), s'han emprès moltes iniciatives de govern per assegurar l'estat actual de la llengua i de la comunitat lingüística.
Actualment, Nova Escòcia és la llar d'entre 500 i 1.000 parlants nadius de gaèlic, la majoria dels quals són vells i descendents directes dels immigrants del segle xviii i XIX provinents de les Highlands Clearances. El govern provincial d'aquest territori va anunciar el maig del 2004 el finançament d'una iniciativa per donar suport a la llengua i a la seva cultura. No obstant això, el gaèlic no té cap estatut oficial sota la llei federal, provincial ni municipal, tot i que, com a Escòcia, també hi ha senyalització i plaques de carrers a llocs i àrees de la part nord-est de Nova Escòcia i al Cap Bretó. La província de Nova Escòcia també disposa de la Comhairle na Gàidhlig (Consell del Gaèlic de Nova Escòcia), una societat sense ànim de lucre dedicada al manteniment i a la promoció de la llengua gaèlica i la cultura a les Províncies Marítimes del Canadà.
A l'Illa del Príncep Eduard, la Colonel Gray High School ofereix actualment cursos tan d'introducció al gaèlic com de nivell avançat en aquesta llengua; a més, en aquestes classes també s'ensenya, a part de la llengua, la seva història. Aquest es tracta doncs del primer cop documentat que el gaèlic s'ensenya en cursos oficials a l'Illa del Príncep Eduard. Pel que respecte a Ontario, la Maxville Public School de Maxville, Glengarry, ofereix classes de gaèlic setmanalment.
La província de la Colúmbia Britànica acull la Comunn Gàidhlig Bhancoubhair (Societat de gaèlic de Vancouver), el Vancouver Gaelic Choir (Cor gaèlic de Vancouver), el Victoria Gaelic Choir (Cor gaèlic Victoria), de la mateixa manera que el festival gaèlic anual Mòd Vancouver. A més, l'Scottish Cultural Centre ofereix classes de gaèlic.

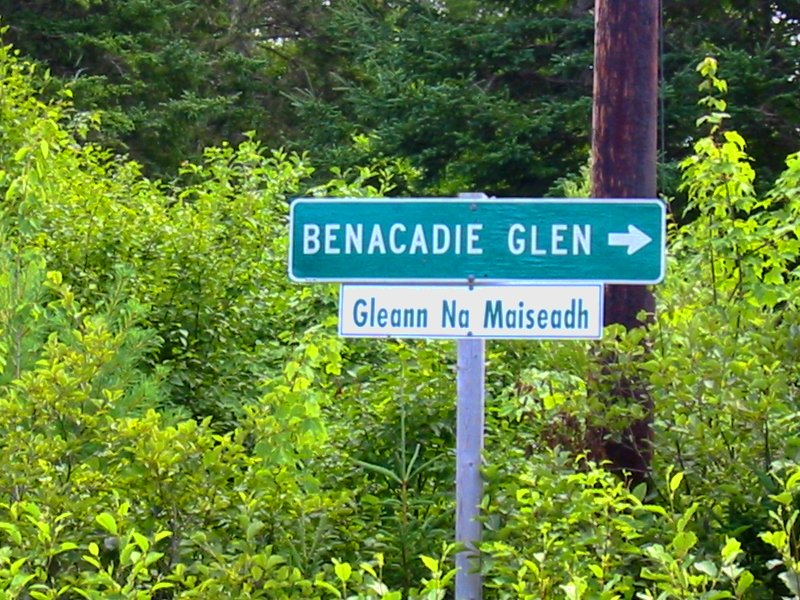
Senyalitzacio bilingue (Cap Bretó, Nova Escòcia)

El Gaelic Economic-impact Study (Estudi de l'impacte econòmic del gaèlic), publicat pel govern de Nova Escòcia el 2002, estima que la llengua genera més de 23,5 milions de dòlars anualment, amb prop de 380.000 persones que acudeixen a aproximadament 2.070 esdeveniments anuals relacionats amb la cultura i la llengua gaèliques. Aquest estudi va inspirar un segon informe, la Gaelic Preservation Strategy (Estratègia de preservació del gaèlic), que va transmetre el desig de la comunitat de preservar el gaèlic escocès mentre es busquen nous consensos i mides polítiques adequades al seu desenvolupament social. Aquests dos documents han marcat una fita en la història del gaèlic canadenc, ja que representa els primers passos concrets presos per part del govern provincial per reconèixer el declivi de la llengua i atreure parlants locals per capgirar aquesta tendència. Els documents recomanen el desenvolupament de la comunitat lingüística, l'enfortiment de l'educació, la legislació en matèria de senyalització de carreteres i publicacions, i la creació de vincles entre la comunitat gaèlica i altres comunitats de "llengües patrimonials", com la mi'kmag o la del francès acadi.
Entre els territoris de Nova Escòcia i d'Escòcia s'ha observat un increment en els seus llaços culturals, i el primer es va manifestar en la signatura, el 2002, del Memorandum of Understanding (Memoràndum d'enteniment). El pas més recent iniciat pel govern, i es podria dir el més significant, ha estat la creació de l’Oifis Iomairtean na Gàidhlig (Oficina d'assumptes del gaèlic), per la qual el departament provincial es va fer càrrec de la promoció i la relació de les províncies amb comunitats de parlants de gaèlic. Establerta el desembre del 2006, la missió de l'oficina (Oifis) és la col·laboració entre els habitants de Nova Escòcia en el renaixement de la llengua i la cultura gaèliques. Un dels primers passos de l'oficina va ser la contractació de parlants nadius de la llengua provinents de la Gàidhealtach escocesa (els territoris de parla majoritàriament gaèlica) per viure i treballar al Cap Bretó, i assistir a les activitats en curs per a l'aprenentatge de la llengua.

### Educació
Avui dia, més de dotze institucions públiques ofereixen cursos de gaèlic escocès, a més de programes avançats d'ensenyament duts a terme a les Universitats Cape Breton, St. Francis Xavier i Saint Mary, i l'Atlantic Gaelic Academy, la qual ofereix un programa de gaèlic per nivells des de principiants fins a avançat, a través de classes presencials en diverses localitats, i de classes semipresencials d'aprenentatge a distància. Els cursos de gaèlic en les escoles públiques estan augmentant considerablement. El Nova Scotia Highland Village ofereix un lloc web amb continguts bilingües en anglès i gaèlic escocès per als visitants, i ofereix programes per als membres de la comunitat local. D'altra banda, el Gaelic College of Celtic Arts and Crafts, a St. Ann, ofereix classes d'estiu d'aquesta llengua.
Patrocinades per organitzacions i societats locals del gaèlic, es duen a terme classes d'immersió lingüística per a adults en més de dotze comunitats de la província. Aquests programes d'immersió se centren en l'aprenentatge de la llengua a través d'activitats, contextos i repeticions. Un cop l'estudiant ha adquirit una mínima quantitat d'exposició (input) a la llengua per mitjà d'activitats de comprensió i d'expressió orals, se l'introdueix en les activitats de comprensió lectora, expressió escrita i gramàtica. L'organització recentment de reconegut prestigi FIOS (Forfhais, Innleachd, Oideachas agus Seirbhisean), se centra en els criteris i el desenvolupament de programes d'aprenentatge de la llengua en el nivell de la comunitat utilitzant metodologies d'immersió lingüística. A Nova Escòcia, la forma d'agrupar les metodologies d'aprenentatge de la llengua en l'ambient d'immersió és coneguda com a Gàidhlig aig Baile.